# Global Force Wrestling
Global Force Wrestling (GFW) — американский рестлинг-промоушен, основанный в 2014 году Джеффом Джарреттом, соучредителем и бывшим президентом Total Nonstop Action Wrestling (ныне известного как Impact Wrestling), и его женой Карен Джарретт.
Промоушен провел несколько живых мероприятий и записи для потенциального телевизионного шоу. Джефф Джарретт вернулся в Impact Wrestling в качестве руководителя в январе 2017 года, а Карен Джарретт объявила о «слиянии» GFW с Impact 20 апреля 2017 года. В следующем месяце Impact Wrestling взяла себе название GFW, но оно было упразднено, когда Джефф Джарретт покинул компанию четыре месяца спустя. Джарретт возобновил промоушн мероприятий под этим названием в декабре 2017 года, но с октября 2018 года не проводил никаких мероприятий.

## История

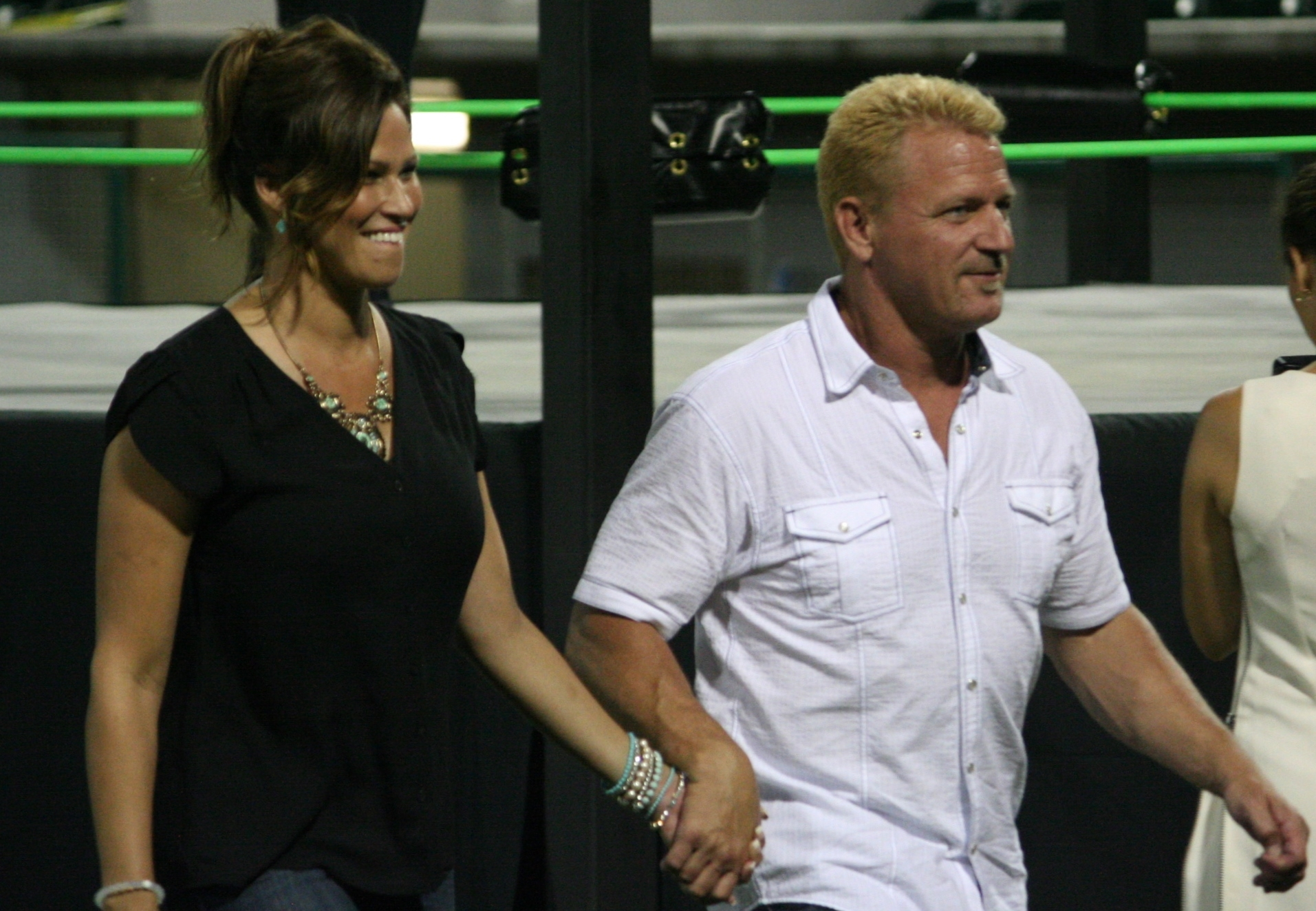
Соучредители Карен и Джефф Джарретт

В апреле 2014 года, когда Джефф Джарретт покинул руководство TNA, он создал новый промоушн Global Force Wrestling. С того момента он продвигал новый бренд и налаживал международные партнерства с рестлинг-организациями по всему миру. У GFW было стратегическое партнерство с 25/7 Productions и Дэвидом Брумом (создателем шоу The Biggest Loser на NBC). Брум заявлял, что организация планирует выходить в эфир 52 недели в год.
По состоянию на август 2014 года GFW объявила рабочие соглашения с Lucha Libre AAA Worldwide, New Japan Pro-Wrestling (NJPW), несколькими европейскими компаниями, южноафриканской World Wrestling Professionals (WWP), и промоушнами из Австралии и Новой Зеландии
 20 апреля 2017 года на эпизоде Impact Wrestling Карен Джарретт объявила о том, что GFW и Impact Wrestling официально объединились. 28 июня 2017 года Impact Wrestling приобрела GFW.

## Чемпионы
Первыми чемпионами компании стали:
- Чемпион NEX*GEN — ПиДжей Блэк
- Женская чемпионка — Кристина фон Ири
- Командные чемпионы — «Парни из Болливуда» (Гурв Сихра и Харв Сихра)
- Глобальный чемпион — Ник Алдис[4]